# گل ستاره پسفیک
گل ستاره پسفیک یا گل ستاره پهن برگ (نام علمی: Trientalis latifolia) و (به انگلیسی: Pacific Starflower) گیاه علفی پایای (برگ دار) است با رشد محدود (با ارتفاع ۵ تا ۳۰ سانتی متر). راسته‌ای از این گیاهان با ارتفاع ۲٫۵ تا ۵ سانتی متر در گروهی ویژه دسته بندی می‌شوند.